# ۱۸۷۶
۱۸۷۶ (میلادی) هزار و هشتصد و هفتاد و ششمین سال تقویم میلادی است.

## زادگان
- ۱۵ ژانویه – ملک عبدالعزیز بن عبدالرحمن آل سعود، بنیان‌گذار عربستان سعودی و چهاردهمین فرمانروا از خاندان آل سعود (د. ۱۹۵۳)
- ۲۳ ژانویه – اوتو دایلز، شیمی‌دان آلمانی (د. ۱۹۵۴)
- ۲ مارس – پیوس دوازدهم، کشیش کاتولیک و دیپلمات ایتالیایی (د. ۱۹۵۸)
- ۲ ژوئیه – ویلهلم کونو، سیاست‌مدار آلمانی (د. ۱۹۳۳)
- ۱۶ ژوئیه – آلفرد استاک، شیمی‌دان آلمانی (د. ۱۹۴۶)
- ۱۳ سپتامبر – شروود اندرسن، نویسنده آمریکایی (د. ۱۹۴۱)
- ۱۷ نوامبر – آگوست سندر، عکاس آلمانی (د. ۱۹۶۴)
- ۲۳ نوامبر – مانوئل د فایا، آهنگساز اسپانیایی (د. ۱۹۴۶)
- ۱۸ مه – هرمان مولر، ژورنالیست و سیاست‌مدار آلمانی (د. ۱۹۳۱)
- ۵ سپتامبر – ویلهلم ریتر فون لیب، سرباز آلمانی (د. ۱۹۵۶)
- ۹ دسامبر – برتون چرچیل، بازیگر کانادایی (د. ۱۹۴۰)

## درگذشتگان
- ۲۱ ژوئن – آنتونیو لوپز دو سانتا آنا، سیاست‌مدار مکزیکی (ز. ۱۷۹۴)
- ۲۵ ژوئن – جرج آرمسترانگ کاستر، افسر آمریکایی (ز. ۱۸۳۹)
- ۱ ژوئیه – میخائیل باکونین، نویسنده و فیلسوف روسی (ز. ۱۸۱۴)